# エレクトロニック・ライブラリー
株式会社エレクトロニック・ライブラリーは東京都中央区に本社を置く、新聞雑誌記事のクリッピングおよびデータベース事業会社。

## 概要
1986年（昭和61年）12月8日、電通、朝日新聞社、読売新聞社、NTT 等の出資により設立。多くの新聞社・通信社・出版社からの情報提供を受けて、FAX、電子メール、社内ネットワークよるクリッピングサービス(新聞切り抜きサービス)、記事検索サービス等を提供している。発行された新聞・雑誌の記事のイメージのまま利用者に提供しているのが特徴。提供サービスの総称は、「ELNET（イーエルネット）」。
データベース事業会社として初めて日本開発銀行（現在の日本政策投資銀行）から出資を得た他、民間の金融機関からも多数の出資を得ている。

## サービス内容

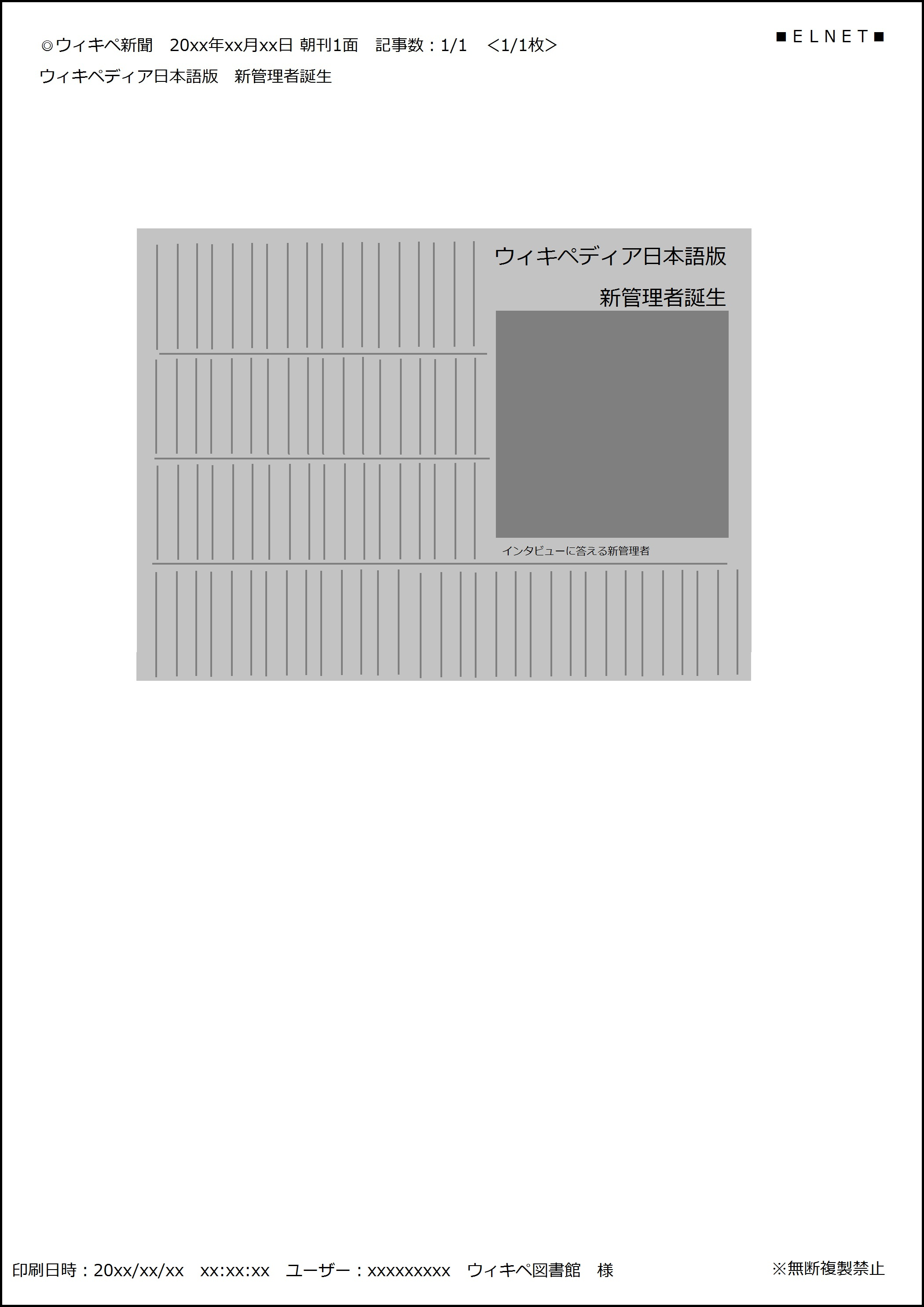
情報提供イメージ

1988年（昭和63年）以降（各紙により掲載開始時期は一律ではない）の、全国紙やブロック紙を含む全国の新聞や業界専門紙を100紙以上、雑誌250誌以上（提供紙）のデータを会員向けに提供している。
初期費用及び最低月額利用料は、FAX配信、電子メール配信でそれぞれ5万円になっており、最低使用料金を超える部分は従量制料金になっている。
主な顧客は企業の広報部及びマーケティング部など。
記事情報の提供方法は、記事をスクラップし、掲載誌・掲載日時・ページ情報を追加した状態で情報提供され、FAXまたは、電子メール・社内ネットワークを利用したPDFデータで配信。同社のデータベースサイトからも入手が可能。

## 事業所
- 本社（〒104-0031 東京都中央区京橋二丁目12番6号 東信商事ビル）

## 参考書籍
- 平成23年版 東証信用録 関東版 上巻（東京商工リサーチ）
- 2012/92版 帝国データバンク会社年鑑 東日本Ⅰ（帝国データバンク）